# Clément Mouhot
Clément Mouhot (Paris, 19 de agosto de 1978) é um matemático francês, que trabalha com equações diferenciais parciais e processos estocáticos com aplicações em física estatística.
Apresentou em 2016 uma palestra plenária no Congresso Europeu de Matemática em Berlim. Recebeu o Prêmio Whitehead de 2014.

## Obras
- Rate of convergence to equilibrium of the spatially homogeneous Boltzmann equation with hard potentials, Comm. Math. Phys., Band 261, 2006, p. 629–672. Arxiv
- com M. P. Gualdini, p. Mischler: Factorization of non-symmetric operators and exponential H-theorem, Preprint 2010,  2013, Arxiv
- com Stéphane Mischler: Kac's Program in Kinetic Theory, Inventiones Mathematicae, Band 193, 2013, p. 1–147, Citeseer
- com Mischler, Bernt Wennberg: A new approach to quantitative propagation of chaos for drift, diffusion and jump processes, Probability Theory and Related Fields, Band 161, 2015, p. 1–59, Arxiv
- com Villani: On Landau damping, Acta Mathematica, Band 207, 2011, p. 29–201, Arxiv.
- com Mischler: Stability, convergence to self-similarity and elastic limit for the Boltzmann equation for inelastic hard spheres, Discrete and Cont. Dyn. Syst., Series A, Band 24, 2009, p. 59–185, Arxiv
- com Céline Baranger: Explicit spectral gap estimates for the linearized Boltzmann and Landau operators with hard potentials, Revista Matematica Iberoamericana, Band 21, 2005, p. 819–841, Arxiv
- com Robert Strain: Spectral gap and coercivity estimates for linearized Boltzmann collision operators without angular cutoff, J. Mat. Pure Appl., Band 87, 2007, p. 515–535,  Arxiv
- com C. Villani: On Landau damping, Acta Mathematica, Band 207, 2011, p. 29–201, Arxiv